# Struco
Struco is een historisch merk van motorfietsen.
De bedrijfsnaam was: Struchtheimer & Co., Motorradfabrik, Bielefeld.
Struchtheimer was een Duits bedrijf dat een gering aantal 147 cc tweetakten en 198 cc zijkleppers bouwde.Het was een van de honderden kleine Duitse merken die aan het begin van de jaren twintig ontstonden en waarvan er alleen al in het jaar 1925 meer dan 150 weer ter ziele gingen. Struchtheimer produceerde van 1922 tot 1925.